# Washington Hilton
Das Washington Hilton ist ein Hotel in Washington, D.C. Es hat 1.119 Zimmer und liegt an der Connecticut Avenue, N.W., etwa an den Grenzen der Stadtteile Kalorama, Dupont Circle und Adams Morgan. Lange Zeit bot es den mit ca. 3.600 m² größten säulenlosen Ballsaal der Stadt. Regelmäßig finden dort Großveranstaltungen statt wie die jährlichen Dinners des Black Caucus, der White House Correspondents’ Association und der Radio and Television Correspondents’ Association sowie das National Prayer Breakfast.
1967 spielten die Doors dort, 1968 Jimi Hendrix.
1972 fand im Washington Hilton die erste International Conference on Computer Communications statt, eine der ersten öffentlichen Vorstellungen des ARPANET.
1981 verübte John Hinckley an einem der Ausgänge des Hotels einen Anschlag auf Präsident Ronald Reagan; nach dem Attentäter wird das Hotel gelegentlich auch als „Hinckley Hilton“ bezeichnet.
2007 übernahm die Investmentfirma Lowe Enterprises Investors gemeinsam mit dem Canyon-Johnson Urban Fund von Magic Johnson das Hotel. Zuvor war es Teil der Hilton-Gruppe.